# Morrell-Riff
Das Morrell-Riff (norwegisch Morrellrevet) ist ein Felsenriff nahe der südöstlichen Küste der Bouvetinsel im Südatlantik. Es liegt 600 m östlich des Kap Fie.
Die erste Kartierung nahmen 1898 Teilnehmer der Valdivia-Expedition (1898–1899) unter der Leitung des deutschen Zoologen Carl Chun vor. Eine weitere Kartierung erfolgte im Dezember 1927 bei der Forschungsfahrt der Norvegia unter Kapitän Harald Horntvedt (1879–1946). Hornvedt benannte das Riff nach dem US-amerikanischen Robbenfängerkapitän Benjamin Morrell (1795–1839) aus Stonington, Connecticut, der mit seinem Schiff Wasp im Dezember 1822 womöglich die erste Anlandung auf der Bouvetinsel unternommen hatte.